# نفگرانژ
نفگرانژ (به فرانسوی: Neufgrange) یک کمون در فرانسه است که در Canton of Sarreguemines-Campagne واقع شده‌است.

## خصوصیات
نفگرانژ ۷٫۱۷ کیلومترمربع مساحت و ۱٬۲۷۰ نفر جمعیت دارد.